# Chilomycterus antillarum
Chilomycterus antillarum és una espècie de peix de la família dels diodòntids i de l'ordre dels tetraodontiformes.

## Morfologia
- Els mascles poden assolir 30 cm de longitud total.[2][3]

## Hàbitat
És un peix marí, de clima tropical i associat als esculls de corall que viu entre 1-44 m de fondària.

## Distribució geogràfica
Es troba des del sud-est de Florida (Estats Units) i les Bahames fins al nord-est del Brasil.